# Süleymaniye, Akören
Süleymaniye là một xã thuộc huyện Akören, tỉnh Konya, Thổ Nhĩ Kỳ. Dân số thời điểm năm 2011 là 167 người.